# 基纳巴卢山猪笼草
基纳巴卢山猪笼草（学名：Nepenthes × kinabaluensis）是由马来王猪笼草（N. rajah）和长毛猪笼草（N. villosa）杂交得到的自然杂交种。

## 植物学史
1910年，莉莲·苏泽特·吉布斯在堪巴兰格附近首次采集到了基纳巴卢山猪笼草。1914年，约翰·缪尔黑德·麦克法兰将其称为“Nepenthes sp.”。:64虽然约翰·缪尔黑德·麦克法兰没有对其进行正式命名，但他指出“所有现有的形态细节表明其为长毛猪笼草与马来王猪笼草的杂交种”。:1271976年，仓田重夫将其正式描述为基纳巴卢山猪笼草。该名称首次发表于《基纳巴卢山的猪笼草》一书中，但当时因其缺乏模式标本的信息及足够的描述，而被视为裸名。1984年，仓田重夫对其进行了有效描述。

## 形态特征
基纳巴卢山猪笼草的捕虫笼很巨大，但不如马来王猪笼草和阿里猪笼草（N. × alisaputrana）。基纳巴卢山猪笼草仅存在于基纳巴卢山及附近的坦布幼昆山，并与亲本同域分布。:165-167更具体来说，其存在于帕卡洞附近的步道及卡鲁比斯河上游西岸的一个山脊的东南部。:65。唯一容易到达的分布地位于基纳巴卢山顶峰步道，拉央-拉央与直升机停机坪之间，由陆均松属（Dacrydium gibbsiae）及薄子木属（Leptospermum recurvum）植物组成的树林，海拔约2900米。基纳巴卢山猪笼草的海拔分布范围为2420米至3030米。:94原生地通常为云雾森林。

## 相关物种
基纳巴卢山猪笼草为其亲本的中间型。其与马来王猪笼草之间的区别在于，其存在突出的唇肋及细长的唇齿。唇边缘扩展，笼盖为圆形或肾形，几乎水平。一般情况下，其捕虫笼大于长毛猪笼草。笼蔓与叶片的衔接处距离叶尖1至2厘米，该特征继承于马来王猪笼草。:19成年植株的笼蔓几乎是木质的。其捕虫笼和叶片边缘具绒毛，呈亲本的中间型。下位笼具一对笼翼，而上位笼通常缺失。捕虫笼为黄色至血红色。其比亲本更容易产生上位笼。
基纳巴卢山猪笼草呈其亲本的中间型，可很容易的与婆罗洲的其他猪笼草属植物区分开来。但其曾在《莱茨领你到食虫植物世界》（Letts Guide to Carnivorous Plants of the World）中被误认为是马来王猪笼草。

## 扩展阅读
- 食虫植物照片搜寻引擎中基纳巴卢山猪笼草的照片 （页面存档备份，存于）

 维基共享资源上的相關多媒體資源：基纳巴卢山猪笼草
 維基物種上的相關：基纳巴卢山猪笼草